# Kończysty Wierch

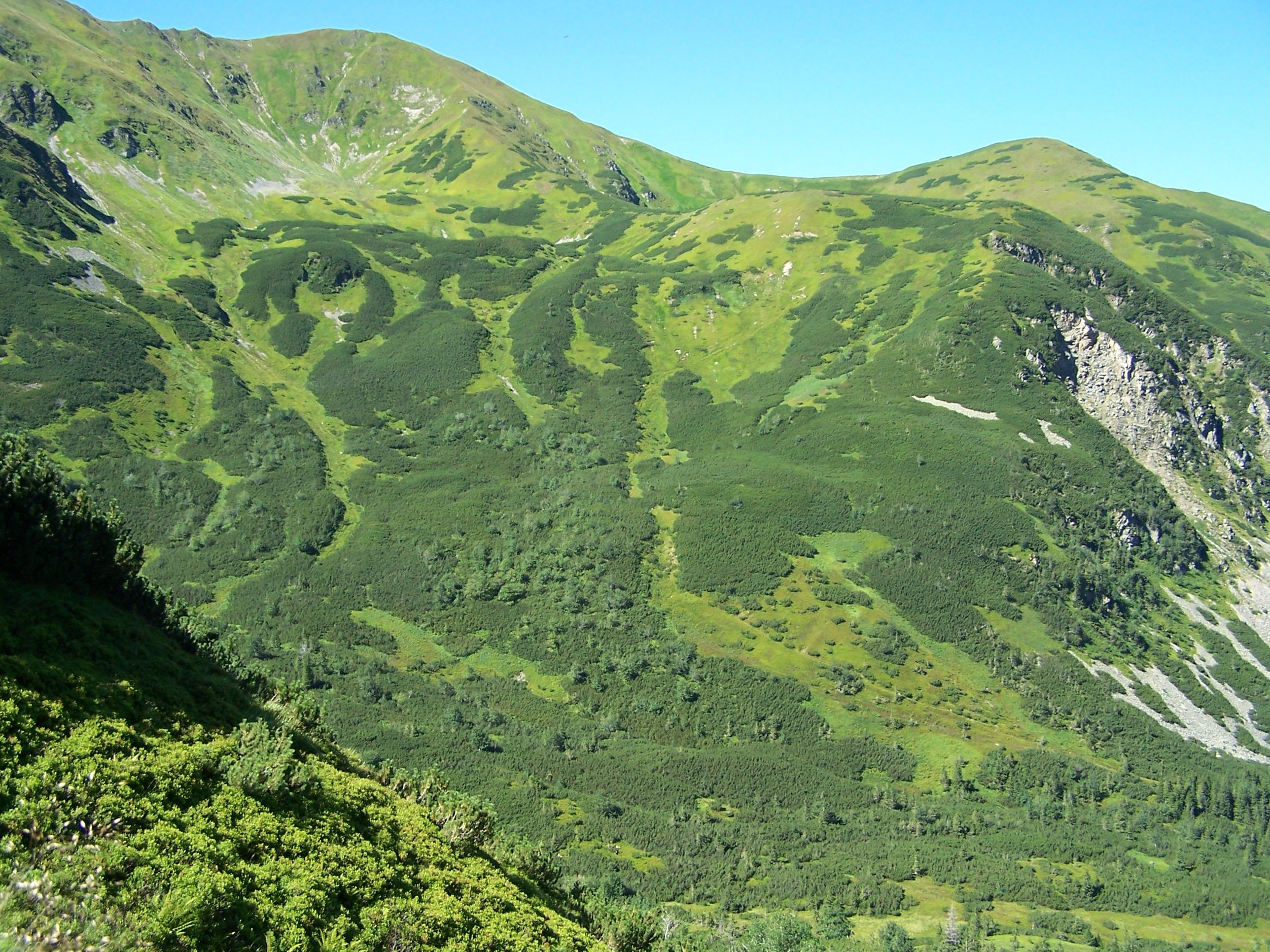
Vom Tal Dolina Starorobociańska

Die Kończysty Wierch (slowakisch Končistá – nicht mit dem gleichnamigen Berg in der Hohen Tatra zu verwechseln) ist ein Berg an der polnisch-slowakischen Grenze in der Westtatra mit 2002 Metern Höhe. 

## Lage und Umgebung
Die Staatsgrenze verläuft über den Hauptgrat der Tatra, auf dem sich die Kończysty Wierch befindet. Nördlich des Gipfels liegt das Tal Dolina Chochołowska, konkret ihr Hängetal Dolina Starorobociańska.

## Tourismus
Die Kończysty Wierch ist bei Wanderern beliebt. 

### Routen zum Gipfel
Der Wanderweg auf die Kończysty Wierch führt entlang des Hauptkamms der Tatra und der polnisch-slowakischen Grenze.
- ▬ Ein rot markierter Wanderweg führt vom Wołowiec  über den Gipfel zum Bergpass Liliowy Karb.
- ▬ Ein grün markierter Wanderweg führt vom Czubik über den Trzydniowiański Wierch auf den Gipfel.

Als Ausgangspunkt für eine Besteigung aus den Tälern eignen sich die Ornak-Hütte und die Chochołowska-Hütte.

## Belege
- Zofia Radwańska-Paryska, Witold Henryk Paryski, Wielka encyklopedia tatrzańska, Poronin, Wyd. Górskie, 2004, ISBN 83-7104-009-1.
- Tatry Wysokie słowackie i polskie. Mapa turystyczna 1:25.000, Warszawa, 2005/06, Polkart, ISBN 83-87873-26-8.

## Panorama

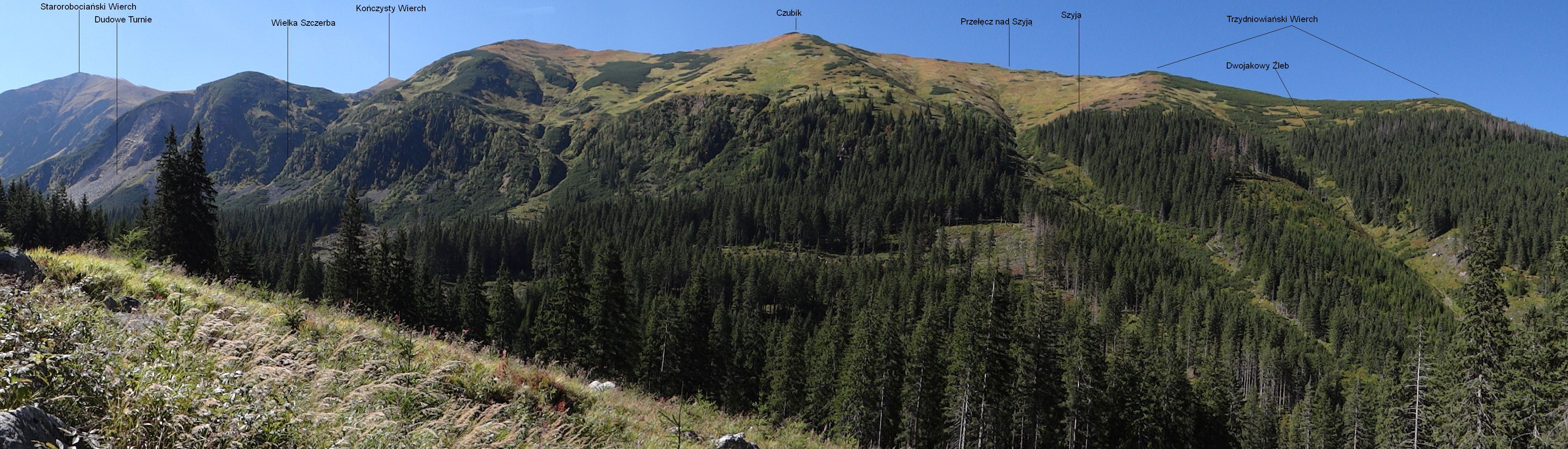
Nordwand des Grats